# 2012 في المغرب
الأحداث في العام 2012 في المغرب.

## الحكم
- الملك: محمد السادس
- رئيس الحكومة: عبد الإله ابن كيران
- وزير الداخلية: محند العنصر

## الأحداث
- 4 يناير 2012: أحداث تازة سنة 2012.
- مامفاكينش.
- انتحار أمينة الفيلالي.
- 4 سبتمبر 2012 فاجعة الحوز.

## الرياضة
- فاز نادي المغرب التطواني، بــالدوري المغربي لكرة القدم 2011–12
- شارك المنتخب المغربي في نهائي كأس الأمم الأفريقية 2012 وخرج مبكرا.
  - 23 يناير 2012 إنهزم المغرب أمام  تونس بـ: 1 – 2 .
  - 27 يناير 2012 إنهزم المغرب أمام  الغابون بـ: 3 – 2.
  - 31 يناير 2012 فاز المغرب على  النيجر بـ: 1 – 0.

## أفلام
- الطريق إلى كابول (فيلم)
- يا خيل الله (فيلم)
- أنا ومخزني (فيلم)
- أندرومان (فيلم)
- الزيرو (فيلم)
- سليمان (فيلم)
- مروكي في باريس (فيلم)

## موسيقى
- مهرجان أحواش، من 19 إلى 21 أكتوبر 2012

## وفيات
- عبد السلام ياسين،(84سنة)، داعية إسلامي مغربي.
- محمد رويشة،(60سنة)، فنان مغربي.
- أحمد الطيب العلج،(84سنة)، ممثل مغربي.
- قاسم جداين،(73سنة)، صحفي مغربي.
- عزيز العلوي،(47سنة)، ممثل مغربي.
- جواد أقدار، (28سنة)، لاعب كرة قدم مغربي.
- أحمد الطيب العلج، (84سنة)، ممثل وزجال مغربي.
- أمينة أميرة المغرب، (58سنة)، أميرة علوية هي شقيقة الملك الحسن الثاني.
- أحمد الغازي الحسيني، (86سنة)، عالم دين مغربي ومقدم البرنامج المشهور ركن المفتي.
- عبد الصمد العشاب، (75سنة، كاتب ومؤرخ وإعلامي طنجوي مغربي.